# Une robe d'été
Une robe d'été é um curta-metragem de 1996 dirigido por François Ozon sobre um relacionamento gay em declínio que é reabastecido de forma inesperada.

## Enredo
Luc (Frédéric Mangenot) passa as férias à beira-mar com seu namorado um pouco mais velho e decididamente mais afeminado, Sébastien (Sébastien Charles). Na casa que alugaram, a dança extravagante e a ostentação de Sébastien frustram Luc, que o repreende para que os vizinhos possam ver. Irritado, Luc sai de bicicleta para a praia, na esperança de encontrar um pouco de solidão.
Na praia, Luc finalmente fica sozinho e vai nadar nu. Depois, ele toma sol nu e conhece Lucia (Lucia Sanchez), uma turista espanhola mais ou menos de sua idade, que, após uma conversa de flerte, convida Luc para acompanhá-la até um bosque próximo para um encontro amoroso. Luc, embora um tanto tímido, obedece com pouca hesitação. Depois de fazer sexo, Lucia descobre que Luc está romanticamente envolvido com Sébastien e nunca esteve com uma mulher antes. Ela pergunta se ele é gay, ele responde que não, ele e Sébastien são apenas amigos que às vezes brincam insinuando que ele não tem certeza de sua sexualidade.
Os dois voltam à praia e descobrem que as roupas de Luc foram roubadas. Lucia empresta a Luc seu vestido de verão para que ele não tenha que voltar para casa completamente nu. Usar um vestido de mulher melhora o humor de Luc quando um carro buzina atrás dele no caminho de volta. Ele retorna para a cabana com um sorriso e uma renovada sensação de liberdade. Luc surpreende Sébastien quando ele entra. Depois de alguns comentários divertidos sobre o vestido (Luc se refere a si mesmo como uma "linda garota"), os dois fazem sexo apaixonado na cozinha. O vestido está parcialmente rasgado no ato.
No dia seguinte, Luc conserta o vestido de verão e o leva para Lucia, que está de saída. No entanto, ela se recusa a aceitá-lo, sugerindo timidamente que pode ser útil no futuro. Ela dá um beijo de despedida em Luc. O quadro final mostra Luc observando-a sair, o vestido enrolado no pescoço e esvoaçando com a brisa do mar.

## Recepção
O filme ganhou prêmios no Festival Europeu de Curtas-Metragens de Brest e no L.A. Outfest.
Thibault Shilt, da Senses of Cinema, citou o filme como um exemplo de uma tendência no cinema francês recente de apresentar fluidez sexual de "maneiras novas e inovadoras".